# Пусі

Розташування Пусі

Пусі (кит.: 浦西)  — історична назва частини міста Шанхай, КНР, котра розташована на західному березі річки Хуанпу. Не зважаючи на бурхливий розвиток нового району Пудун, Пусі залишається житловим, культурним та комерційним центром Шанхаю.
Слово «Пусі» дослівно означає «на захід від Хуанпу».

## Адміністративний поділ
Пусі не є адміністративною одиницею Шанхаю, він об'єднує 9 районів міста, що розташовані на лівому березі річки Хуанпу:
- Район Хуанпу (кит.: 黄浦区; піньінь: Huángpǔ Qū)
- Район Лувань (卢湾区 Lúwān Qū)
- Район Сюйхой (徐汇区 Xúhuì Qū)
- Район Чаннін (长宁区 Chángníng Qū)
- Район Цзінань (静安区 Jìng'ān Qū)
- Район Путо (普陀区 Pǔtuó Qū)
- Район Чжабей (闸北区 Zháběi Qū)
- Район Хункоу (虹口区 Hóngkǒu Qū)
- Район Янпу (杨浦区 Yángpǔ Qū)

## Культура та розваги

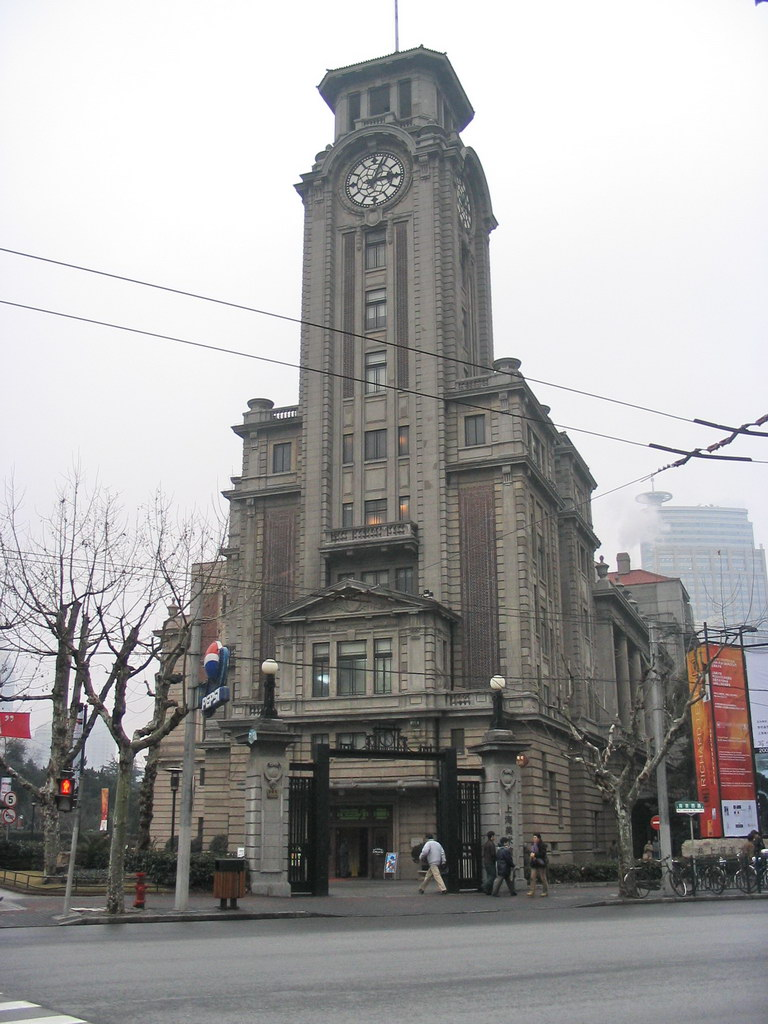
Шанхайський художній музей

В Пусі знаходяться дві торгові зони міста Хуайхай Лу и Сюйцзяхуей, популярні вулиці нічних клубів Маомін Лу та Цзюйлу Лу та знаменита Нанкінська вулиця. Також в Пусі розташовані Шанхайський художній музей, Великий Шанхайський театр, Шанхайський музей та Бунд.

## Транспорт

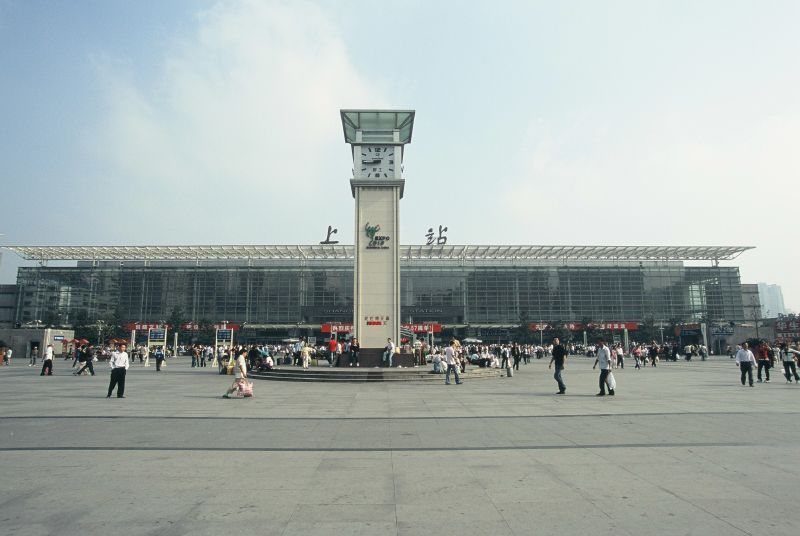
Шанхайський вокзал

В Пусі розташований аеропорт Хунцяо призначений для внутрішніх рейсів.
Ще в 1980-х рр. з Пусі в Пудун можливо було добратися тільки на поромі, тепер же два береги Хуанпу з'єднують кілька тунелів і чотири мости. Першим з них в 1991 році був побудований міст Наньпу, далі було відкрите рух по мосту Янпу (1993 р.), Сюйпу (1996 р.). Останнім в 2002 році був уведений в експлуатацію міст Лупу, що став найдовшим арковим мостом у світі.
В Пусі також розташований Шанхайський вокзал.

## Галерея

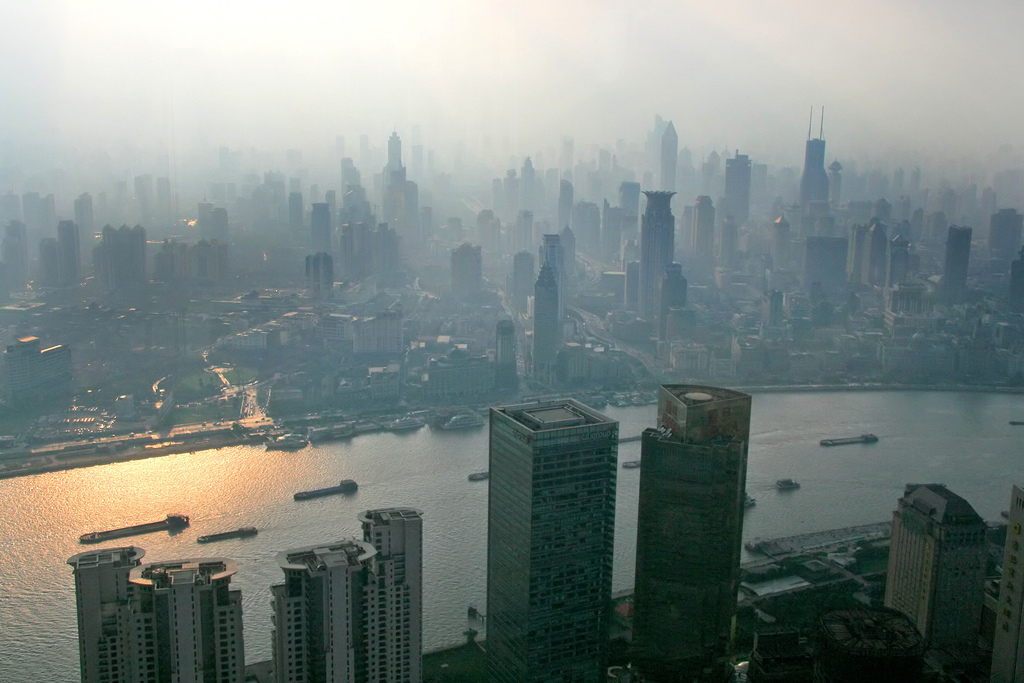
Шанхай зранку
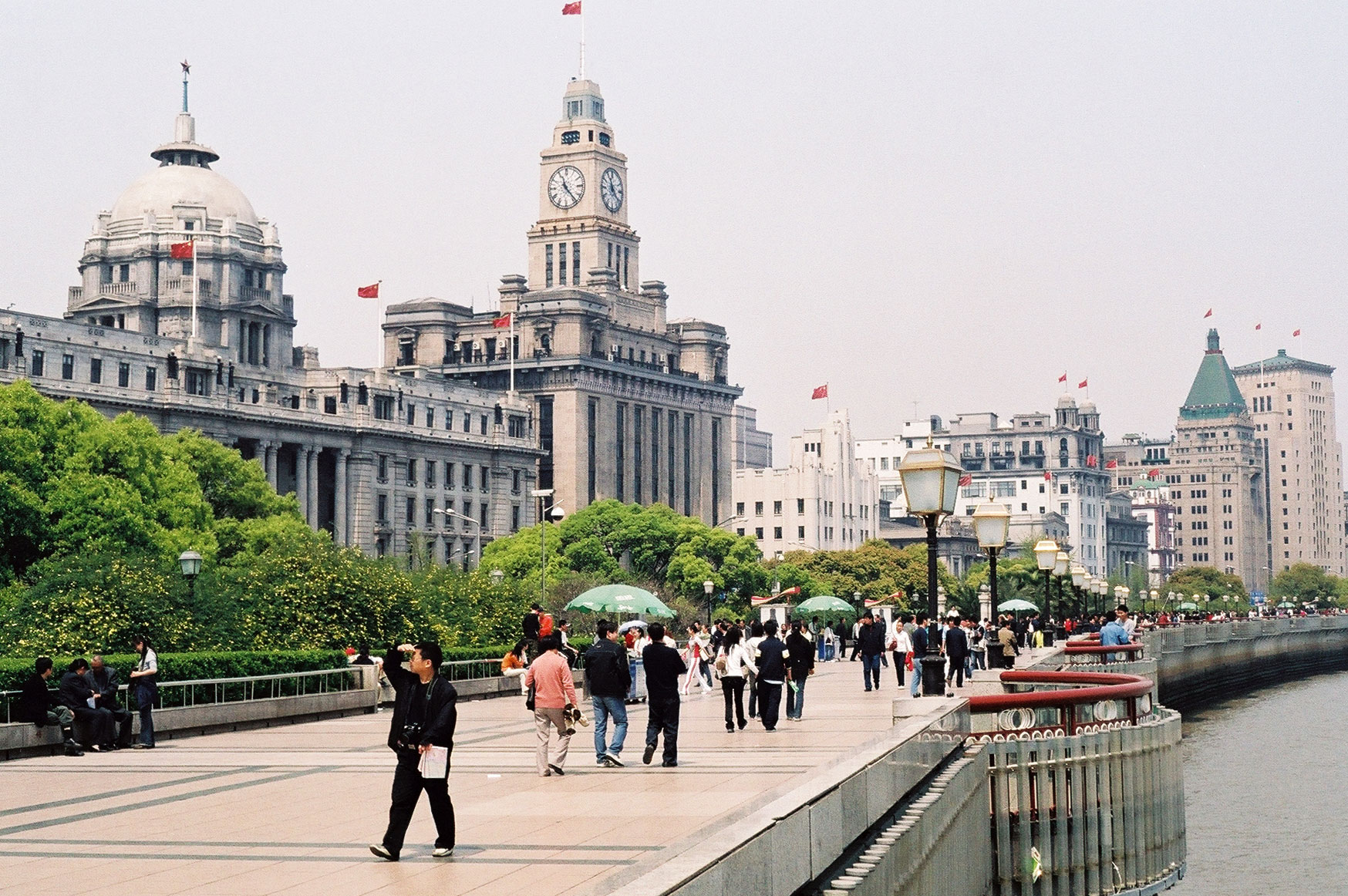
Бунд
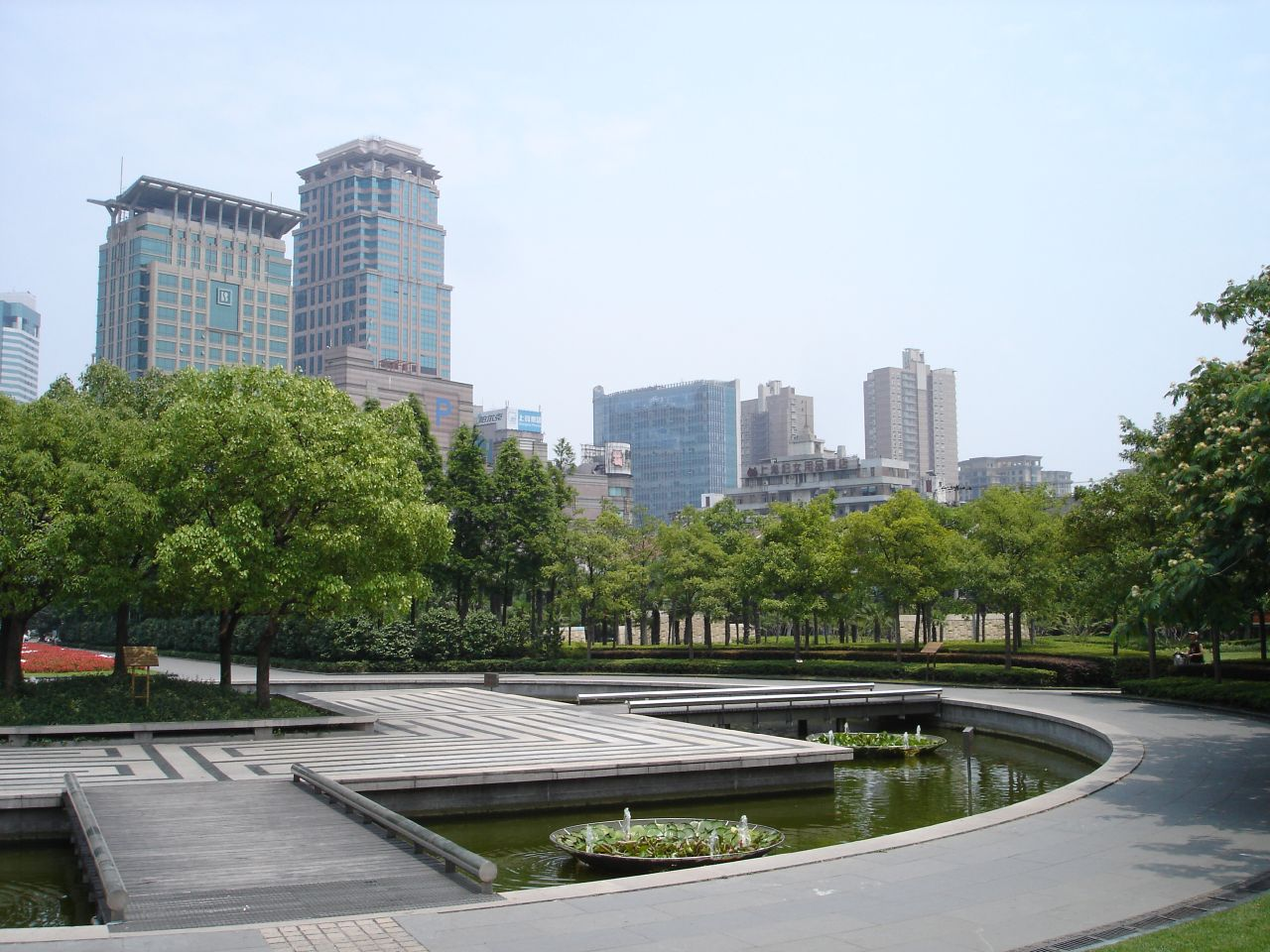
Парк в Пусі
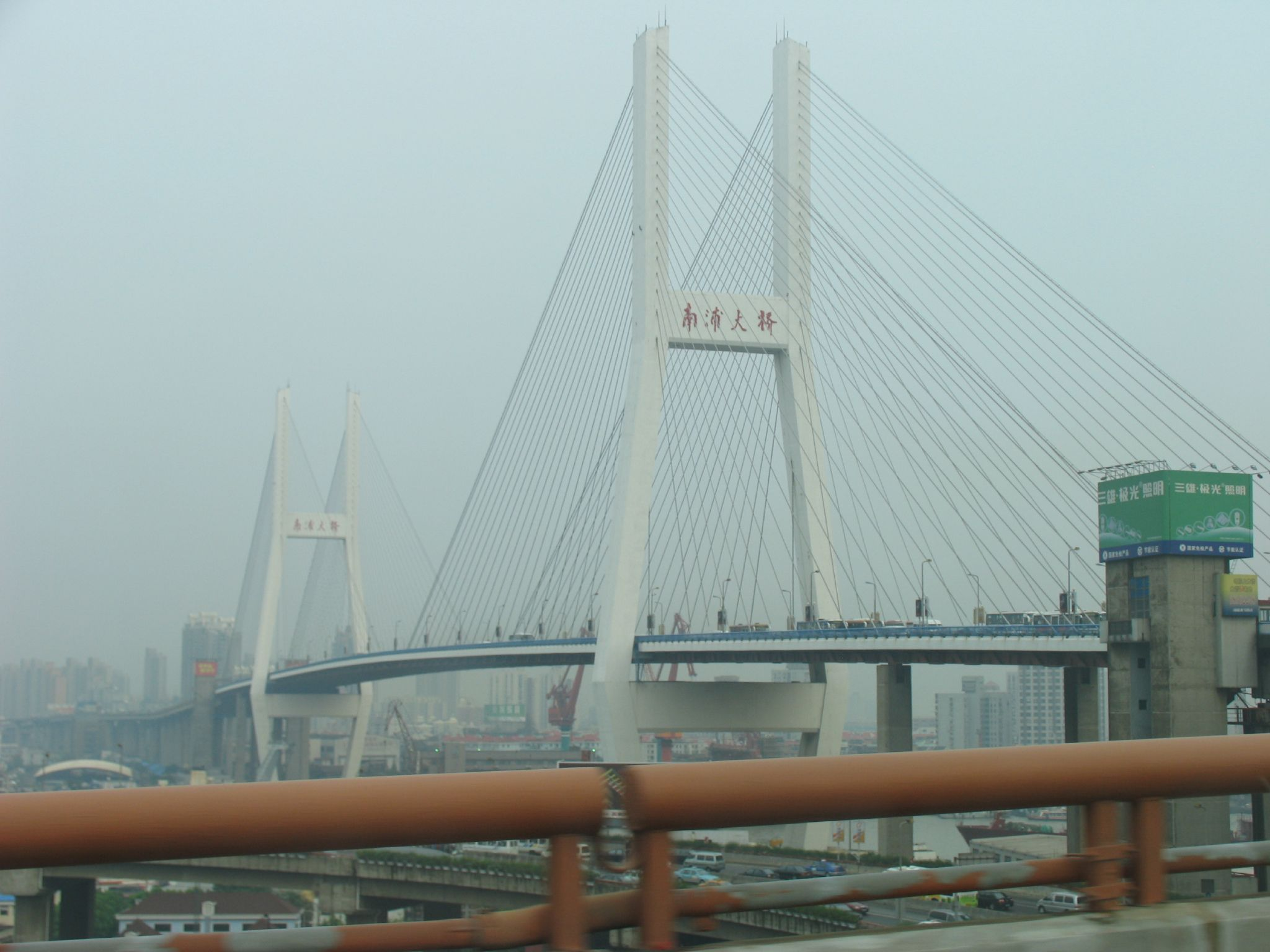
міст Наньпу